# 王孺
王 孺（おう じゅ）は、紀元前1世紀の中国前漢時代の人物である。生没年不明。燕王劉旦に仕えた。

## 解説
燕王劉旦は、漢の諸侯王で、武帝の三男であったが、後元2年（紀元前87年）に武帝が死んだとき長男・次男はすでになかった。自分の即位の可能性もあるかと思っていた王は、武帝の末子（昭帝）が即位したと聞いて、信頼する寿西長、孫縦之と王孺を都の長安に遣わした。王孺は（首都の警備にあたる)執金吾の郭広意に会い、武帝が崩じた所と病、即位したのは誰の子か、年が幾才かを問うた。郭広意は「五莋宮で待命していたところ、宮中が騒がしくなり帝が崩じたと言われた。諸将軍がともに太子を帝に立てた。年は八、九歲。葬儀には臨席しなかった」と答えた。
劉旦が燕王になったのは28年前の元狩6年（紀元前117年）。そのときは幼少で宮中にあり、燕に赴いたのは成人になってからだが、昭帝が生まれたときには既に長安にいなかったのであろう。王孺の情報は王の不信感をつのらせることとなり、王は謀反を計画するようになった。
王孺について、他の事績は知られない。